# Akyong Yarthang
Das Yarthang-Kloster oder Akyong Yarthang Gön (tib. a skyong rgya dgon mdo sngags bshad sgrub gling oder a skyong yar thang dgon) ist heute ein Jonangpa-Kloster im Golog-Gebiet (mgo log) im südlichen Amdo. Es liegt im Dorf (chin.) Ashijiang 阿什姜村 der Gemeinde Jiangritang 江日堂乡 von Baima (Pema) im Autonomen Bezirk Golog der Tibeter in der nordwestchinesischen Provinz Qinghai.

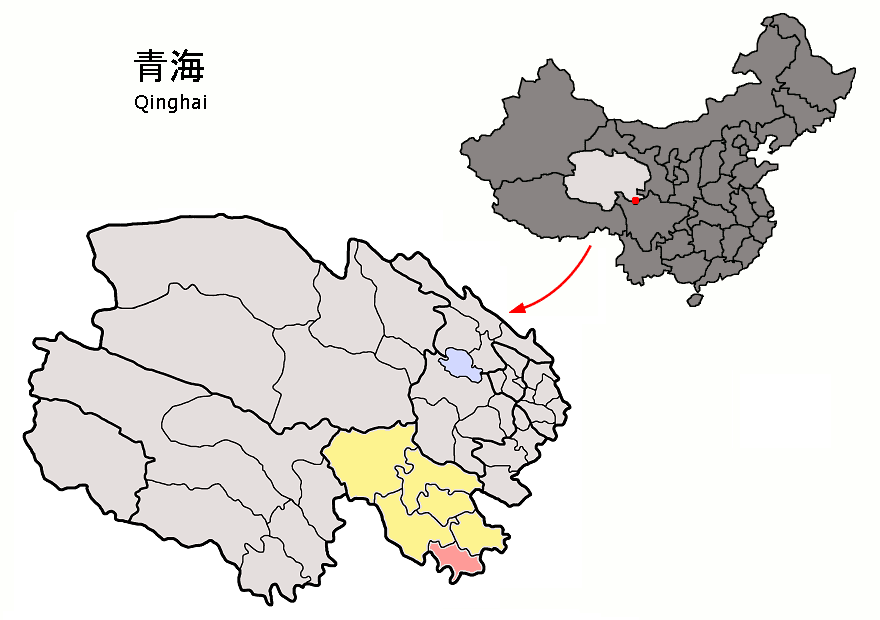
Lage des Kreises Baima (rosa) in Golog (gelb)

Der Überlieferung nach wurde das Kloster 1367 vom Nyingmapa-Lama Thrinle Namgyel ( 'phrin las rnam rgyal) gegründet. Es ist das älteste Kloster des Golog-Gebiets und wurde 1717 vom sogenannten Tsangwa Trülku, dem 32. Dharmaraja der Jonangpa-Tradition: Ngawang Tendzin Namgyel (ngag dbang bstan 'dzin rnam rgyal; 1691–1738), in ein Jonangpa-Kloster umgewandelt. Seine drei mächtigen Kumbum Chörten sind im typischen Jonang-Stil errichtet.